# 童夢・ML
童夢・ML PROTOTYPEは、1990年代後半に童夢が開発した、ツインリンクもてぎのオーバルコースの走行を考慮された、シングルシーターのフォーミュラカー（オープンホイールマシン）である。車名の「ML」は「もてぎライツ」「無限ライツ」「メジャーリーグ」など複数の意味を略したものとされる。
本田技研工業（ホンダ）とM-TEC（無限）が同プロジェクトに参画し、自然吸気のV型8気筒エンジン(3,000cc)を搭載する。車格は当時のF3000クラスのシャシーである。
チーフデザイナーは奥明栄。シェイクダウン・テストから当時のフォーミュラ・ニッポン用シャシーに匹敵する走行性能を示したが、テスト走行を行うに留まった。

## 背景
当時ホンダでは、ツインリンクもてぎのオーバルコースの活用を念頭に置いたフォーミュラカーの開発を計画しており、そのためのシャシー設計を童夢に依頼。その結果誕生したのが本マシンである。テストドライバーには、当時ホンダ所属だった脇阪寿一が主に起用された。
1998年、童夢創業者の林みのるは、外国からの購入に頼る日本のレース界の現状に危惧しており、F3000から名前を変えたフォーミュラ・ニッポンの主催団体である日本レースプロモーション（JRP）に、無限と共に日本製のレーシングカー提供を持ちかけた。林によれば、これには「オーバルでのレースをフォーミュラ・ニッポンに組み込みたい」とのホンダの意向も働いていたとされる。しかし、JRPからは「特定のコンストラクターが利益を得るのは良くない。また、今までお世話になったエンジンチューナーに損害を与える様なエンジンは導入出来ない。」として、あっさり断られてしまった。
結果として同車両は、実際のレースに使われる事なく幻のレーシングカーになってしまった。

## 仕様・特徴
- モノコック：アルミハニカムカーボンモノコック
- サスペンション：前後インボードプッシュロッド式ダブルウィッシュボーン／フォーミュラカーでは珍しく、フロントロッカーアームポストが両端支持である[4]。
- アンダーパネル：ステップドボトム／ディフューザー
- エンジン：無限・MF308 自然吸気V型8気筒エンジン(3,000cc)
- ベルハウジング：カーボンモノコック
- ギヤBOX：柳河精機
- タイヤ：ブリヂストン
- ホイール：BBS

## 所在
童夢が所有する風流舎の風管下の仮設ミュージアムに保管されている。(2015年時点)